# Kurt Reidemeister

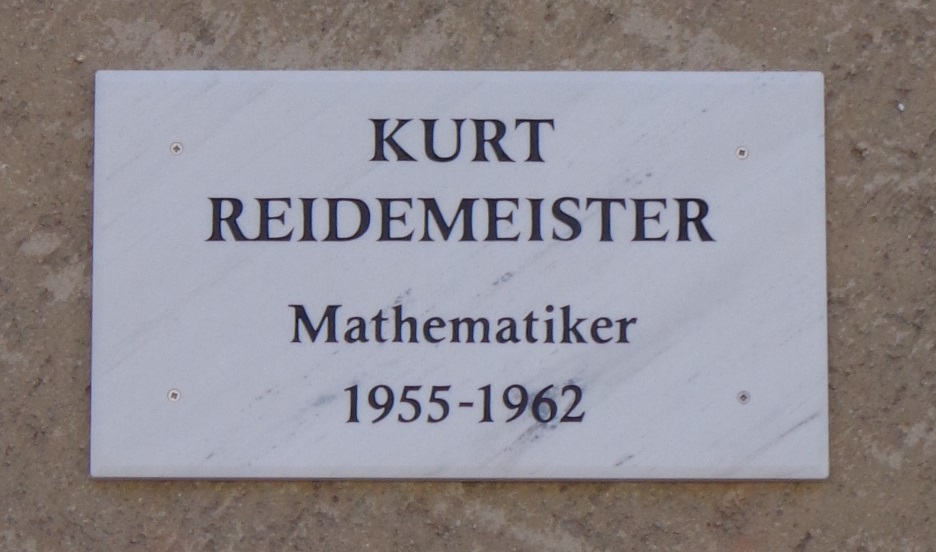
Placa commemorativa a la Universitat de Göttingen

Kurt Reidemeister   (Brunsvic, 13 d'octubre de 1893 - Göttingen, 8 de juliol de 1971) va ser un matemàtic alemany.

## Vida i Obra
Reidemeister era fill d'un conseller ducal, tan amic de Richard Dedekind que el seu fill l'anomenava oncle i s'escoltava el seus consells, fins que va morir quan ell tenia vint-i-dos anys. El 1912 va ingressar a la universitat de Friburg de Brisgòvia en la qual va prestar més atenció a les classes de filosofia d'Edmund Husserl que a les matemàtiques. Va alternar els seus estudis entre les universitats de Friburg, de Marburg i de Göttingen, però els va veure interromputs entre 1914 i 1918 per la Primera Guerra Mundial. El 1920 es va graduar a la universitat de Göttingen i se'n va anar a la universitat d'Hamburg per estudiar teoria de nombres amb Erich Hecke qui li va dirigir la tesi doctoral l'any següent. Mentrestant va iniciar el seu interès per la geometria afí de la ma de Wilhelm Blaschke.
Entre 1923 i 1925 va ser professor a la universitat de Viena i durant aquest temps es va aproximar al Cercle de Viena de la ma de Hans Hahn ampliant notablement la seva formació matemàtica i filosòfica. El 1925 va passar a la universitat de Königsberg on va publicar els seus coneguts llibres de fonaments de la geometria (1930), de teoria de nusos (1932) i de topologia combinatòria (1932).
El 1933, en arribar els nazis al poder, els estudiants nazis de Königsberg van organitzar desordres i boicots contra el rector de la universitat. Reidemester va dedicar una classe sencera per demostrar la irracionalitat d'aquest comportament. Això va significar el seu cessament immediat per part de les autoritats acadèmiques nazis que no es podien permetre de cap manera el més mínim pensament crític. Una petició de Blaschke el juny de 1933, amb el suport d'altres matemàtics, va fer que se'l reposés el 1934 com a professor de la universitat de Marburg (de menys importància que Königsberg). El propi Reidemeister, el 1947, un cop acabada la Segona Guerra Mundial resumia aquells temps dient:
| «                                                                                            | (alemany): Die allgemeine Folge der Weltanschauungspflege war, dass man sich allmählich der Wahrheit entwöhnte. Die Menschen im nationalsozialistischen Staat waren weit davon entfernt, die staatlich sanktionierte Lehre, die auf so vielen Schulungskursen gelehrt, in so vielen schriften vorgetragen wurde, für bare Münze zu nehmen. Aber sie fanden sich bereit, sie einzukassieren und in das Kleingeld des eigenen Geredes umzuwechseln. | (català): La conseqüència general de la infiltració de la ideologia va ser deslligar-se gradualment de la veritat. La gent de l'estat nacionalsocialista estava lluny d'acceptar definitivament la doctrina sancionada per l'Estat, que s'impartia en tants cursos d'adoctrinament i es presentava en tants pamflets polítics. Però estaven disposats a recollir-la i convertir-la en la seva pròpia forma de pensar. | » |
| — Kurt Reidemeister, Über Freiheit und Wahrheit (Sobre la Llibertat i la Veritat), pàg 35-36 | | |   |

Els anys posteriors a la guerra van ser molt complicats pels esdeveniments subseqüents al col·lapse de l'estat nazi, i el 1948, se'n vanar dos anys a l'Institut d'Estudis Avançats de Princeton. El 1950 va retornar a la universitat de Marburg on va romandre fins al 1955 en que va ser nomenat professor de la universitat de Göttingen. El 1957 va publicar un altre dels seus llibres importants: Raum und Zahl (Espai i Nombre) i el 1971 va publicar el volum commemoratiu de Hilbert Hilbert Gedenkband. Els seus últims anys, després de la mort de la seva dona i la seva pròpia malaltia, van ser d'un aïllament gairebé total.
Les principals aportacions de Reidemester van ser en els camps de la geometria i de la topologia i, dins d'aquest últim, en la teoria de nusos. Els seus treballs posteriors a la guerra van ser cada cop més filosòfics.